# Kia Tigers

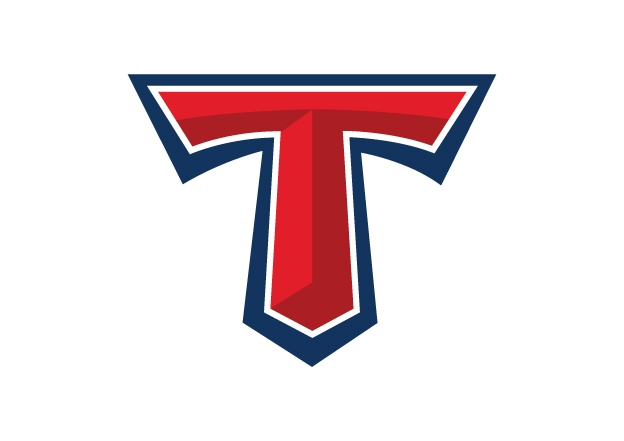
Bandeira utilizada pelos Kia Tigers

O Kia Tigers é um clube profissional de beisebol sul-coreano sediado em Gwangju, Coreia do Sul. A equipe disputa a KBO League.

## História
Foi fundado em 1982 como Haitai Tigers, o terceiro time profissional sul-coreano.